# إنزال ندزاب
إنزال ندزاب (بالإنجليزية: Landing at Nadzab) هو عملية إنزال جوي نفذتها قوات الحلفاء خلال الحرب العالمية الثانية في 5 سبتمبر 1943 بالقرب من ندزاب في بابوا غينيا الجديدة. كانت العملية جزءًا من حملة نيو غينيا، وهدفت إلى تأمين مطار استراتيجي لدعم العمليات ضد القوات اليابانية في منطقة لاي.

## خلفية
كانت مدينة لاي تحت سيطرة القوات اليابانية وتُعتبر قاعدة مهمة لهم. قرر الحلفاء تنفيذ عملية إنزال في ندزاب لإنشاء قاعدة جوية تُستخدم في الهجمات البرية والجوية اللاحقة.

## تفاصيل العملية
نُفذت العملية بمشاركة:
- فرقة المظليين 503 الأمريكية، التي أُسقطت جوًا بواسطة طائرات نقل من طراز C-47.
- القوات الأسترالية، التي تقدمت برًا لدعم المظليين.
- القوات الجوية الأمريكية، بما في ذلك القاذفات المقاتلة، لتأمين الغطاء الجوي ومنع التدخل الياباني.

تم الإنزال دون مقاومة كبيرة لأن القوات اليابانية كانت قد انسحبت من المنطقة باتجاه لاي، ما سمح للحلفاء بالسيطرة السريعة على المطار.

## الخسائر
كانت خسائر الحلفاء طفيفة جدًا، واقتصرت في الغالب على الحوادث المرتبطة بالإنزال الجوي، في حين لم تُسجل اشتباكات مباشرة كبيرة مع اليابانيين في موقع الإنزال.

## النتائج والتأثير
- مثّل الاستيلاء على ندزاب نقطة انطلاق مهمة للهجوم على لاي.
- أسس الحلفاء قاعدة جوية كبيرة سهلت عمليات النقل والدعم الجوي.
- ساعدت العملية في تطويق القوات اليابانية في لاي وفرض الضغط عليها من اتجاهين.